# To Bird with Love
| Recensione | Giudizio |
| ---------- | -------- |
| AllMusic   | [ 3 ]    |

To Bird with Love è un CD Live del trombettista jazz statunitense Dizzy Gillespie, pubblicato dall'etichetta discografica Telarc Records nel 1992.

## Tracce
1. Billie's Bounce – 15:21 (Charlie Parker)
2. Bebop – 11:44 (Dizzy Gillespie)
3. Ornithology – 10:40 (Benny Harris, Charlie Parker)
4. Anthropology – 10:56 (Dizzy Gillespie, Charlie Parker)
5. Oo Pa Pa Da – 11:21 (Dizzy Gillespie, Babs Gonzales)
6. The Diamond Jubilee Blues – 1:53 (Dizzy Gillespie)
7. The Theme – 1:25 (Miles Davis)

## Musicisti
Billie's Bounce
- Dizzy Gillespie - tromba
- Benny Golson - sassofono tenore
- David Sanchez - sassofono tenore
- Danilo Pérez - pianoforte
- George Mraz - contrabbasso
- Kenny Washington - batteria

Bebop / Ornithology
- Dizzy Gillespie - tromba
- Clifford Jordan - sassofono tenore
- Antonio Hart - sassofono alto
- Danilo Perez - pianoforte
- George Mraz - contrabbasso
- Lewis Nash - batteria

Anthropology / The Diamond Jubilee Blues / The Theme
- Dizzy Gillespie - tromba
- Bobby McFerrin - voce (brani: The Diamond Jubilee Blues e The Theme)
- Jackie McLean - sassofono alto
- Paquito D'Rivera - sassofono alto
- Danilo Perez - pianoforte
- George Mraz - contrabbasso
- Lewis Nash - batteria

Oo Pa Pa Da
- Dizzy Gillespie - tromba, voce
- Bobby McFerrin - voce solista
- Jackie McLean - sassofono alto
- Paquito D'Rivera - clarinetto
- Danilo Perez - pianoforte
- George Mraz - contrabbasso
- Lewis Nash - batteria